# Gour (ruisseau)
Pour l’article homonyme, voir Gour.
Le Gour est un ruisseau du département du Doubs, en Bourgogne-Franche-Comté.

## Géographie
La longueur de son cours d'eau est de 6,5 km.
La source principale du Gour est une résurgence située en contrebas du village de Bouclans, mais il est aussi alimenté par une branche secondaire créée par les sources du village d’Osse. Les deux branches confluent en aval du village de Vauchamps pour rejoindre ensuite le centre du village de Champlive et finir dans des pertes. Mais, depuis 1850, le Gour est devenu un affluent artificiel rive gauche du Doubs grâce à un canal de dérivation de 800m suivi d’un tunnel souterrain de 457 m sous la Côte de Vaite qui y détourne une partie de ses eaux pour éviter les inondations des villages de Champlive et Dammartin-les-Templiers lors de fortes pluies. La sortie du tunnel, coté Laissey, est située à 130 m au-dessus du Doubs ce qui crée plusieurs cascades dont la dernière appelée cascade du Rougnon.
Une démarche écologique a été entreprise avec le reconstitution de 1500 m de ripisylves le long des berges de la rivière.

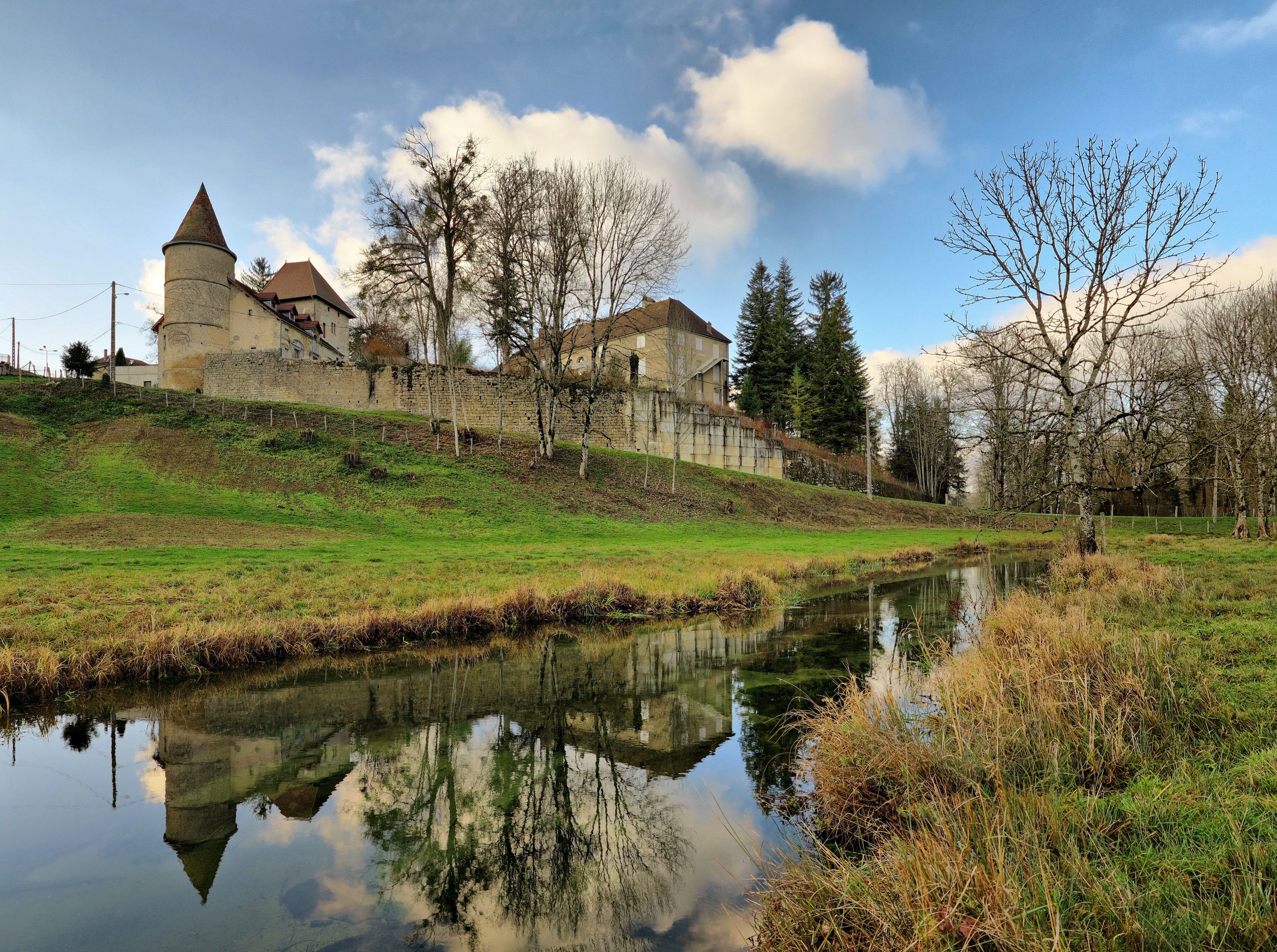
Le Gour au pied des murailles du château de Bouclans.
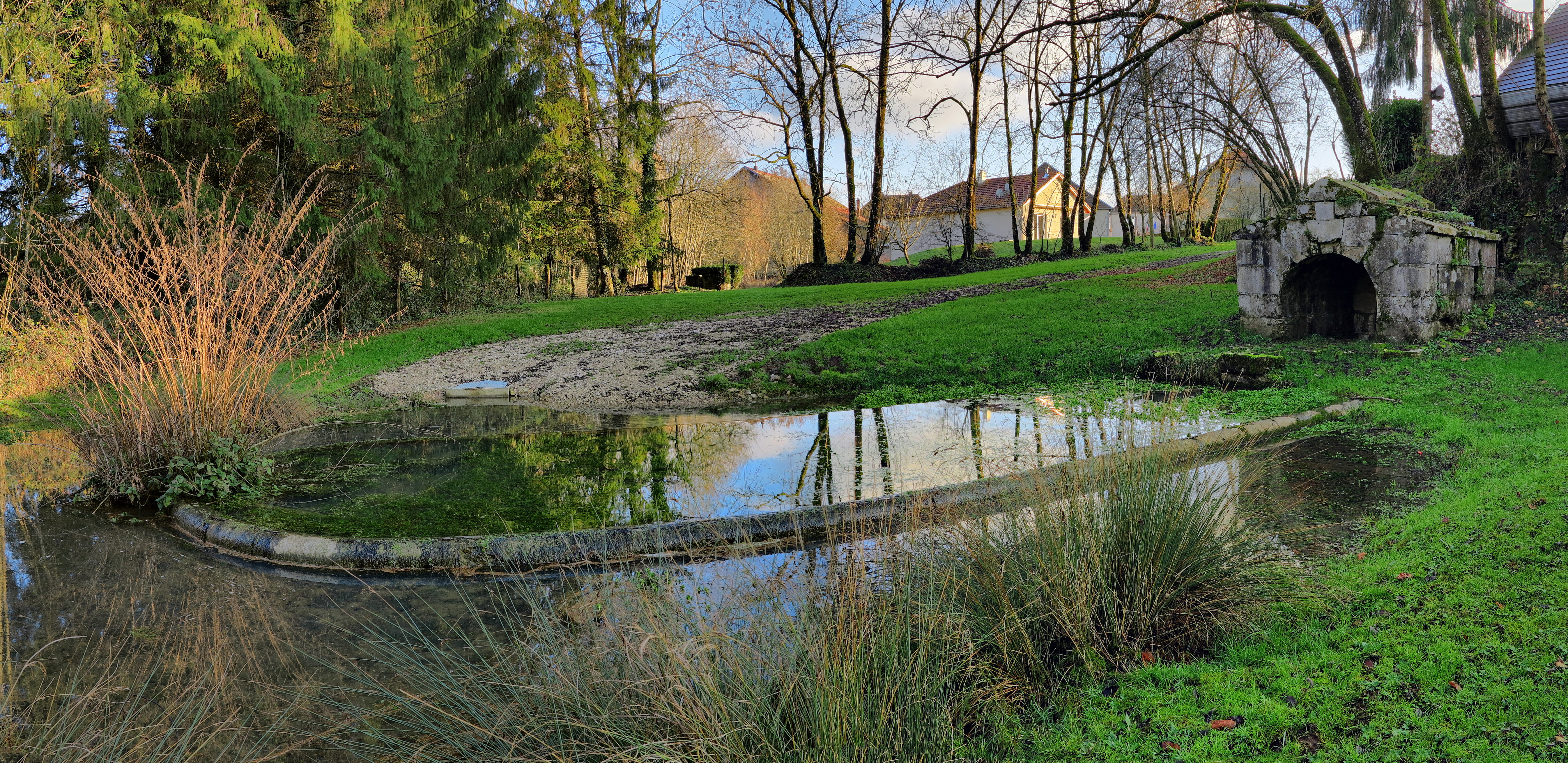
Une des sources située à Osse.
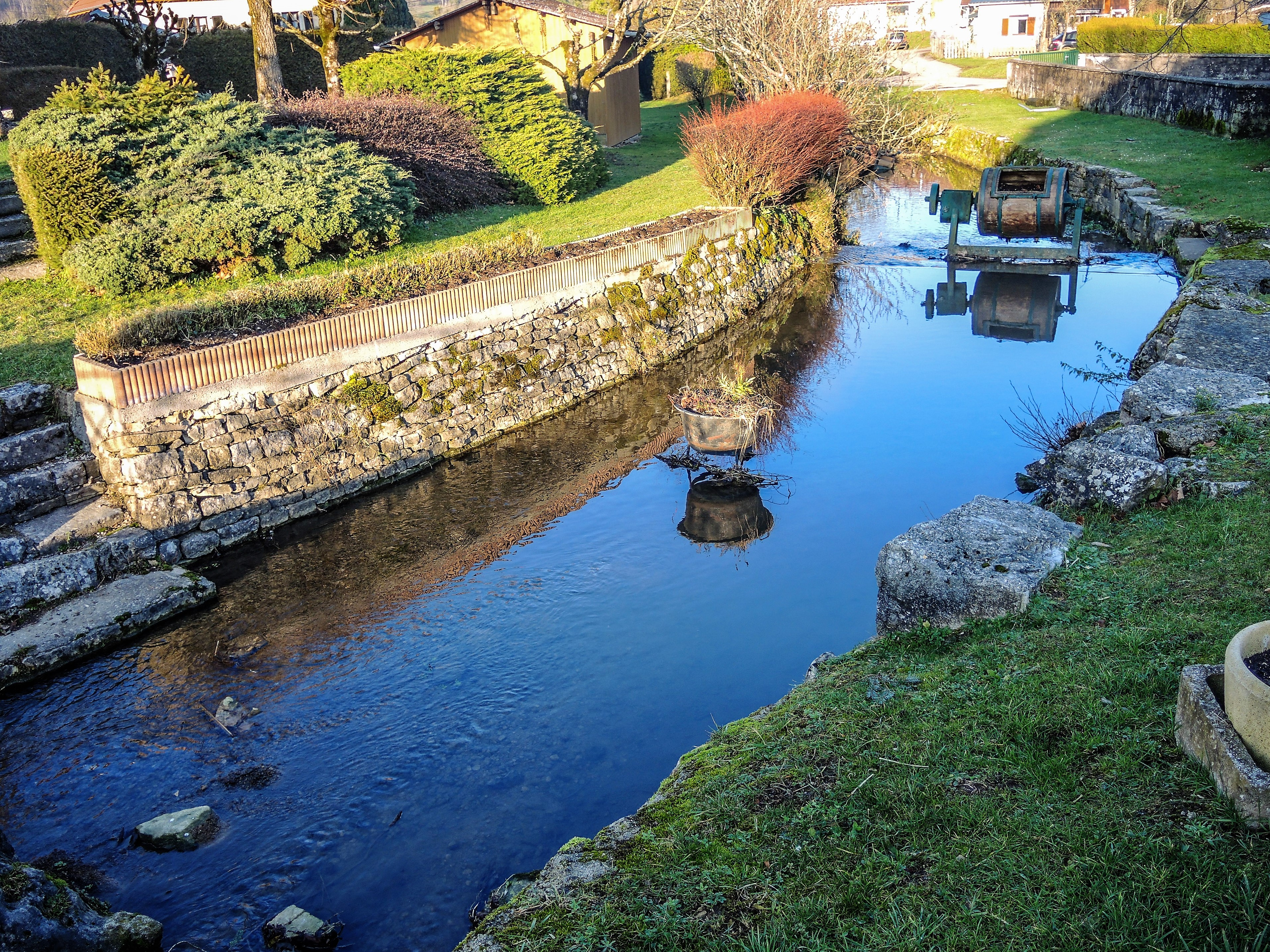
Le Gour à Champlive.
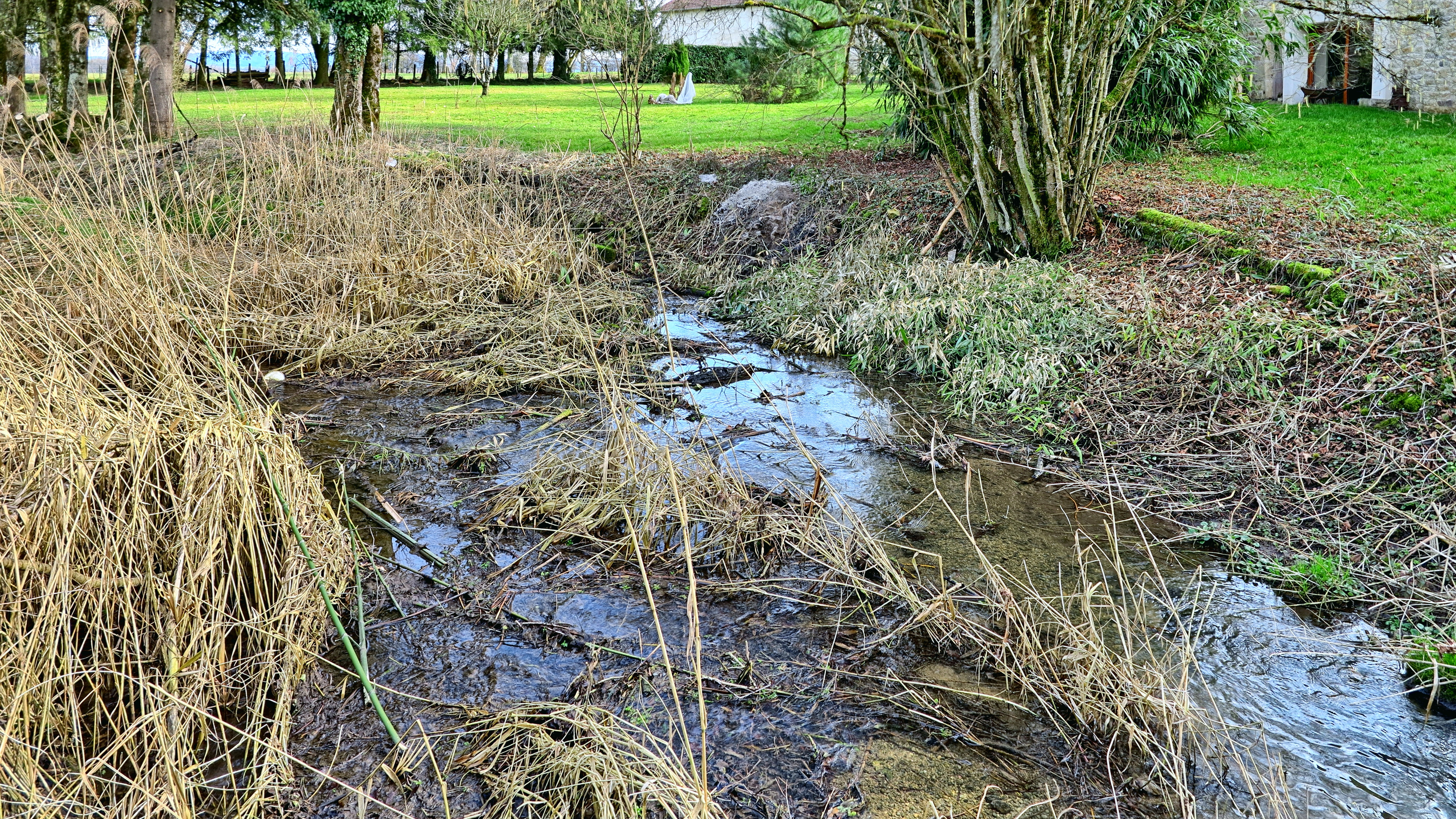
La perte à Champlive.
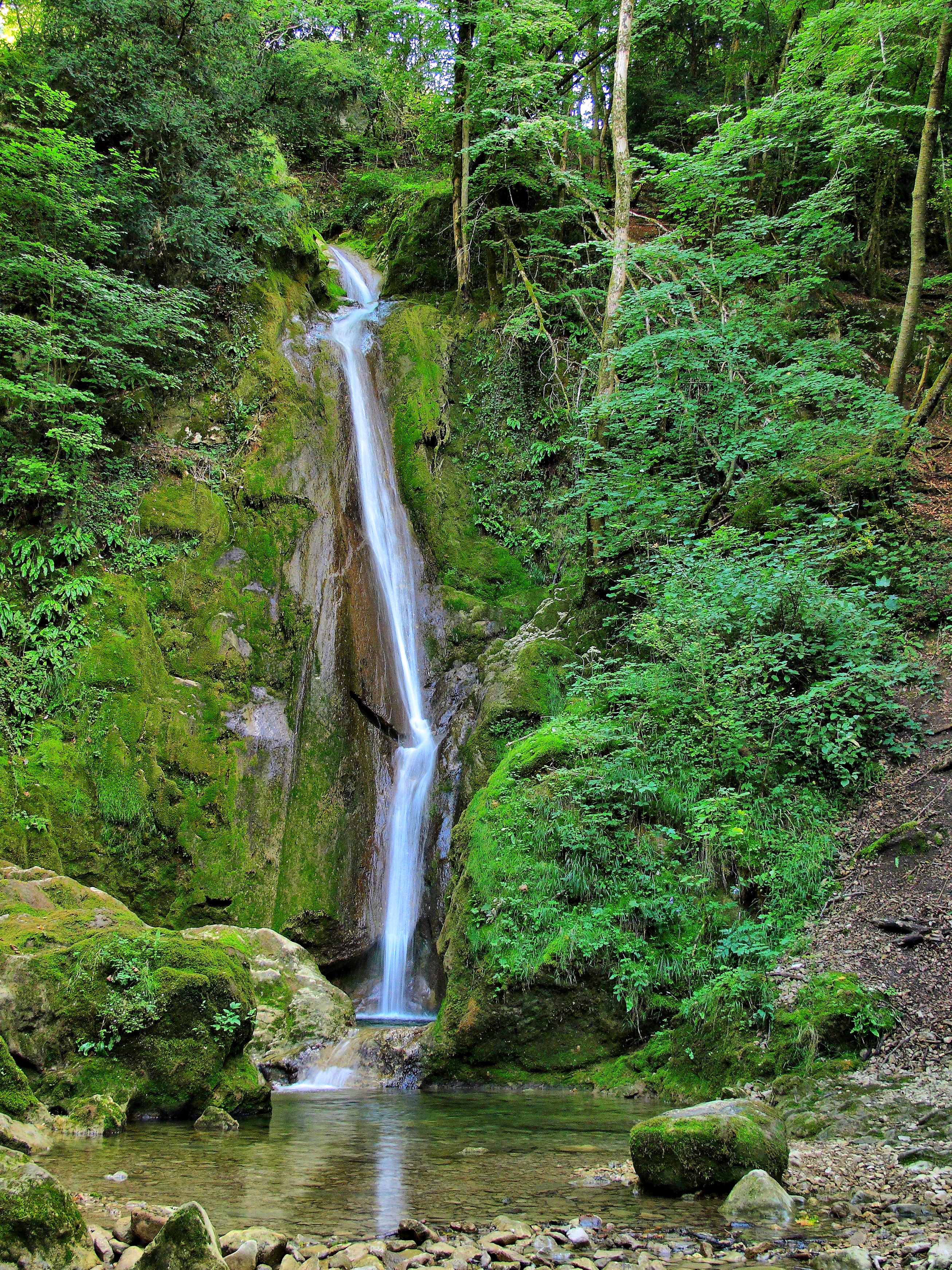
La cascade du Rougnon.

### Résurgence du Gour
Depuis 1974, la résurgence du Gour a été repérée grâce à un traçage à la fluorescéine. Elle se situe dans le lit du Doubs au niveau du moulin de la Chevanne à l'amont du pont de Laissey.

### Communes et cantons traversés
Dans le seul département du Doubs, le Gour traverse les quatre communes suivantes, de l'amont vers l'aval : Bouclans, Osse, Vauchamps et Champlive.

### Bassin versant
Le Gour traverse une seule zone hydrographique : Le Doubs du Cusancin au ruisseau des Longeaux inclus (U250).

## Affluent
Le Gour n’a pas d’affluent référencé.

## Hydrologie
Le Gour présente des fluctuations saisonnières de débit assez marquées.